# Tagebau Zülpich
Der Tagebau Zülpich (vormals Tagebau oder Grube Victor) ist ein ehemaliger Braunkohletagebau bzw. Bergbaubetrieb bei Zülpich im südwestlichen Rheinischen Revier.
Die Bergbaugesellschaft war die ehemalige Victor Rolff KG, die noch bis zum 14. Dezember 2015 aktiv als die Juntersdorf GmbH weiter existierte und noch bis zum Ende ihrer Liquidation im Jahr 2018 ihren Sitz in der Astreastr. in Juntersdorf bei Zülpich hatte. Von 1953 bis 1969 wurde in der Grube bei Zülpich Braunkohle abgebaut, die umgangssprachlich auch als „braunes Gold“ bekannt war. Mit der gewonnenen Braunkohle wurde zunächst die firmeneigene Brikettfabrik in der Grube Fürstenberg bei Frechen versorgt. Erst später, ab dem Jahr 1955, wurde direkt in der Nähe der Zülpicher Grube in Geich eine neue eigene Brikettfabrik eröffnet, an die dazu auch noch ein eigenes kleines Braunkohlekraftwerk angeschlossen war. Hierdurch wurde unter anderem auch die sehr energieintensive benachbarte Papierfabrik Zülpich (die heutige Papierfabrik Smurfit-Kappa Zülpich) im Ort Bessenich bei Zülpich insofern nahezu direkt mit Strom versorgt. Zur Deponierung des Abraumes wurde in der Nähe von Zülpich bei Juntersdorf eine Hochkippe angelegt.

## Namensgebung
Die Grube Victor ist nach dem Eigentümer der Bergbaugesellschaft Victor Rolff benannt.

## Historische Aspekte
(Quelle:)

### Geschichtlicher Ursprung im 19. Jahrhundert
Der Tagebau geht auf den Braunkohlebergbau der Gruben Astraea und Proserpina-Elisabeth im Ort Juntersdorf bei Zülpich zurück, welche ihren Ursprung bereits im Jahr 1830  hatten. Bereits damals wurde in der Region Zülpich Braunkohle abgebaut, allerdings nur mit sehr mäßigem Erfolg. Der damalige Abbau erfolgte allerdings ausschließlich noch im Untertagebau, also mit den bergbautypischen Schächten und Stollen.

### Grube Victor (1953 bis 1969)
Zu Beginn der 1950er Jahre wurden im Rahmen von Bodenuntersuchungen bei Zülpich noch größere Braunkohlevorräte entdeckt, als dies schon vorher zu Zeiten des ehemaligen Braunkohlebergwerks bei Juntersdorf bekannt war. Das Volumen der abbaubaren Kohle alleine in den ersten Bodenschichten ohne die damals technisch noch nicht zugänglichen sehr tiefen Lagen wurde im Vorfeld auf ca. 60 Mio. Tonnen geschätzt. Die vorbereitenden Entwässerungsarbeiten wurden im Jahr 1952 durchgeführt. Im Jahr 1953 erfolgte dann der erste Abbau der Kohle. Bereits nach relativ kurzer und damit einer für den Bergbau eher untypischen Betriebszeit wurde der Grubenbetrieb aus wirtschaftlichen Gründen schon wieder im Jahr 1969 eingestellt.
Die abgebaute Kohle diente einerseits der Herstellung von Briketts in der direkt benachbarten Brikettfabrik bei Geich, die damals auch in privaten Haushalten noch verbreitet zum Heizen diente. Andererseits wurde hiermit das später gebaute werkseigene Braunkohlekraftwerk in Geich direkt mit Energie versorgt.
Mit der Braunkohle waren in Zülpich insgesamt fast 500 Menschen direkt oder indirekt beruflich verbunden. Die Arbeitsplätze erstreckten sich dabei nicht nur auf die Förderung und Weiterverarbeitung der Kohle. Vielmehr waren auch zahlreiche Zulieferer und andere Subunternehmer aus Zülpich sehr eng mit dem Tagebaugeschehen verbunden.

### Rekultivierung der Grube und Nachnutzung der Flächen und Gebäude (ab 1969)
(Quelle:)

#### Rekultivierung der Natur
Bereits nach nur kurzer Zeit wurde noch während des aktiven Tagebaubetriebs bereits mit der Rekultivierung der Abraumhalde bei Juntersdorf durch die Anlage von Klee- und Graswiesen für Schafe begonnen. Da die dabei noch zusätzlich entstehende Halde treppenförmig angelegt worden war, entstanden einerseits in den plateauähnlichen Zonen wieder landwirtschaftlich nutzbare Felder, und andererseits kleinere Hänge, die zur Abstützung des Bodens notwendig waren. Diese wurden dann mit Bäumen und Sträuchern rekultiviert.

#### Entstehung von Baggerseen

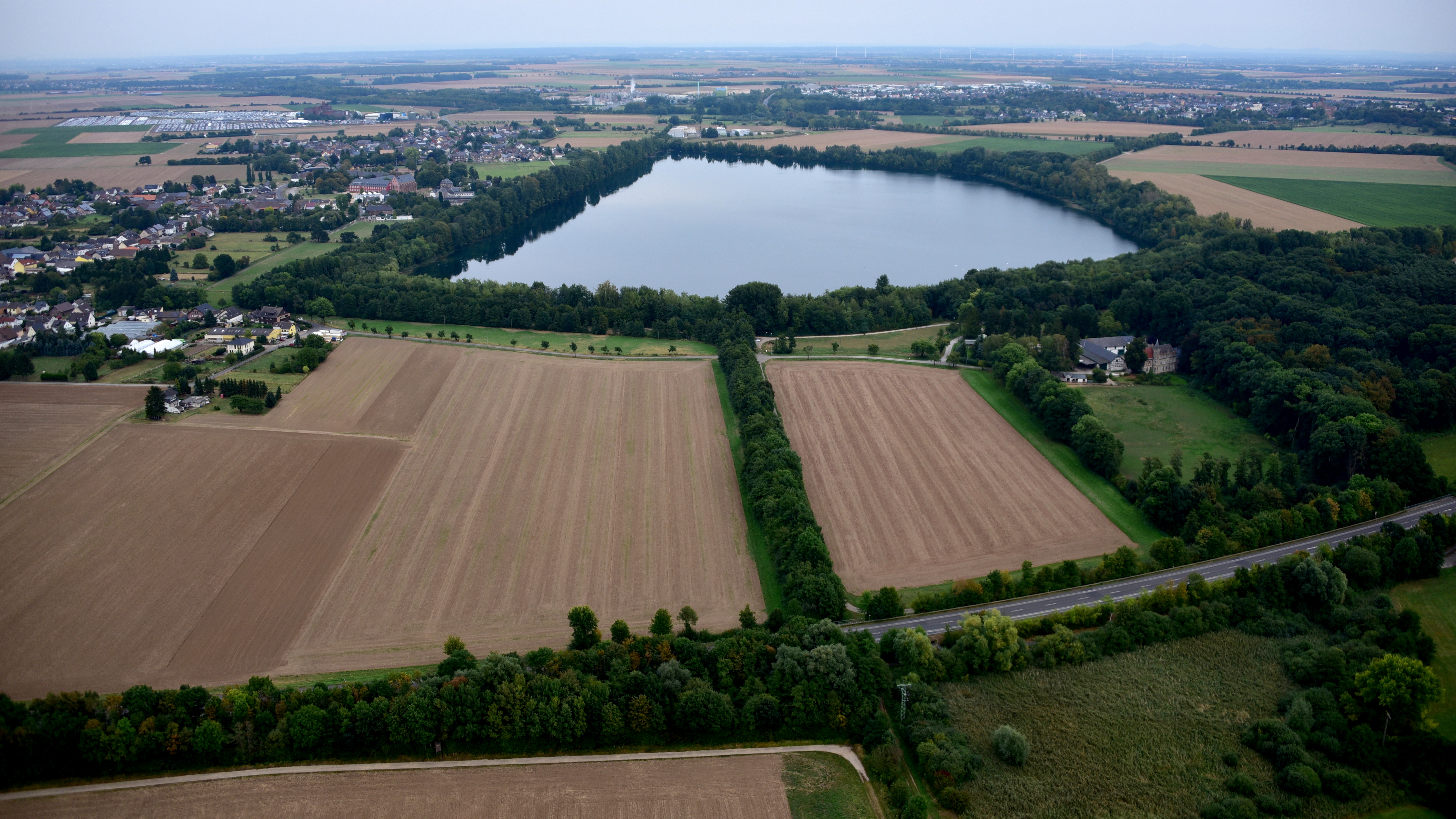
Der Neffelsee, ein Restlochsee des Tagebaus Victor bei Zülpich im Abbaufeld Mitte (Luftaufnahme aus dem Jahr 2016, ganz links oben ist die Ortschaft Geich mit dem Gelände der ehemaligen Brikettfabrik zu erkennen)

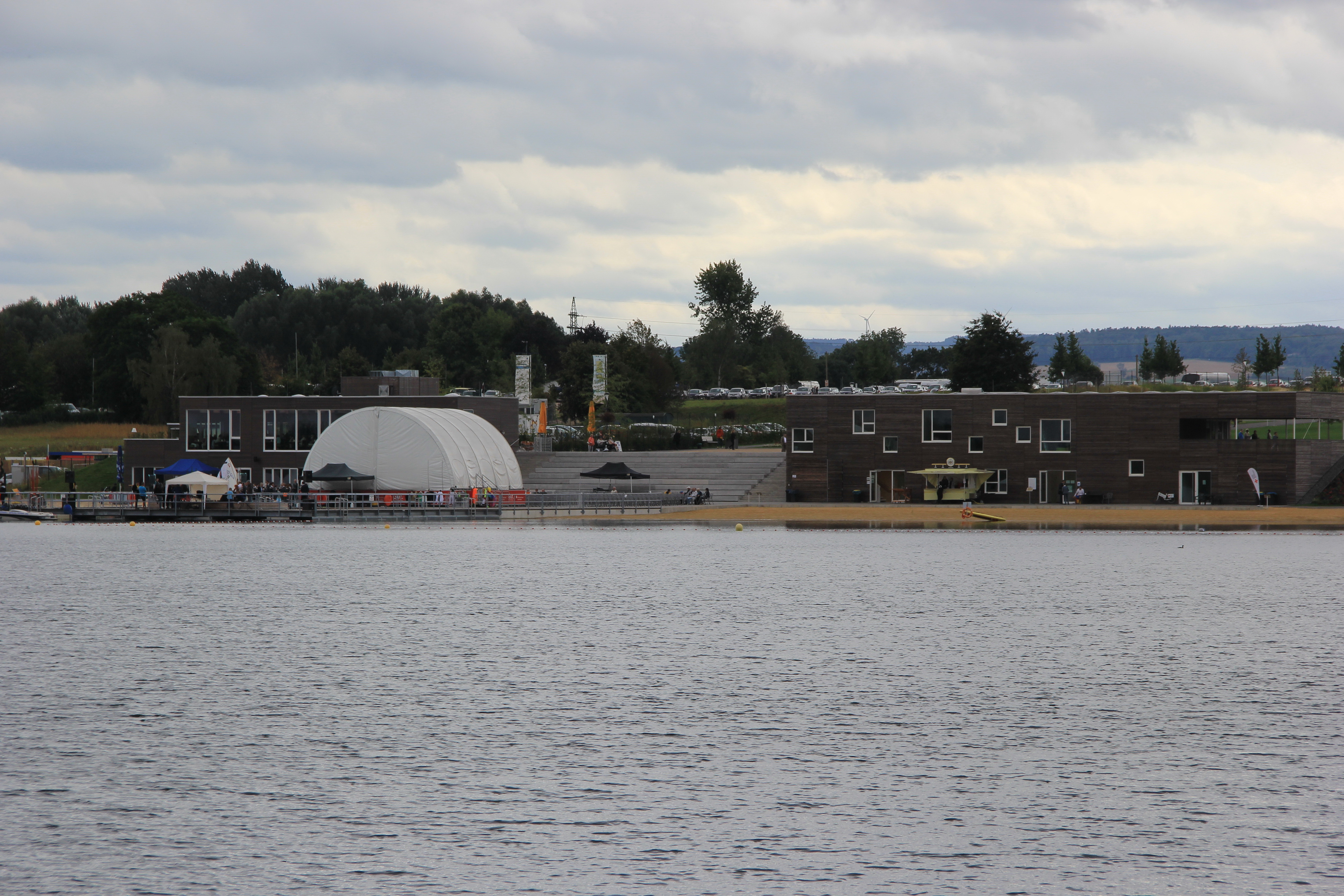
Der Wassersportsee Zülpich, ein sog. Restlochsee des Tagebaus Victor bei Zülpich im Abbaufeld Süd

Während alle stark ortsnahen Gebiete rund um das Stadtgebiet von Zülpich nach einer Verfüllung wieder als Felder genutzt werden konnten, wurden die beiden danach verbleibenden Rest-Gruben mittels des nahegelegenen Neffelbaches und des benachbarten Vlattener Baches nach und nach jeweils zu einem Baggersee geflutet. So entstanden in den 1970er-Jahren die heutigen zwei Freizeit-Seen bei Zülpich, nämlich einerseits der zwischen Zülpich und Füssenich gelegene Neffelsee als Naturschutzsee, und anderseits der Wassersportsee Zülpich direkt am heutigen Ostrand von Zülpich, der im Jahr 2014 den größten Teil des Geländes der Landesgartenschau 2014 darstellte und heute als Wassersport- und Badesee, sowie als regionaler Freizeitpark genutzt wird. Der Wassersportsee Zülpich wird im Volksmund auch nur als der Zülpicher See bezeichnet und war bis zur Errichtung der dortigen Gartenschauparks für die Landesgartenschau noch bis zum Jahr 2008 komplett im Besitz der Bergbaugesellschaft.

#### Nachnutzung der Geländes der Brikettfabrik und des Kraftwerks

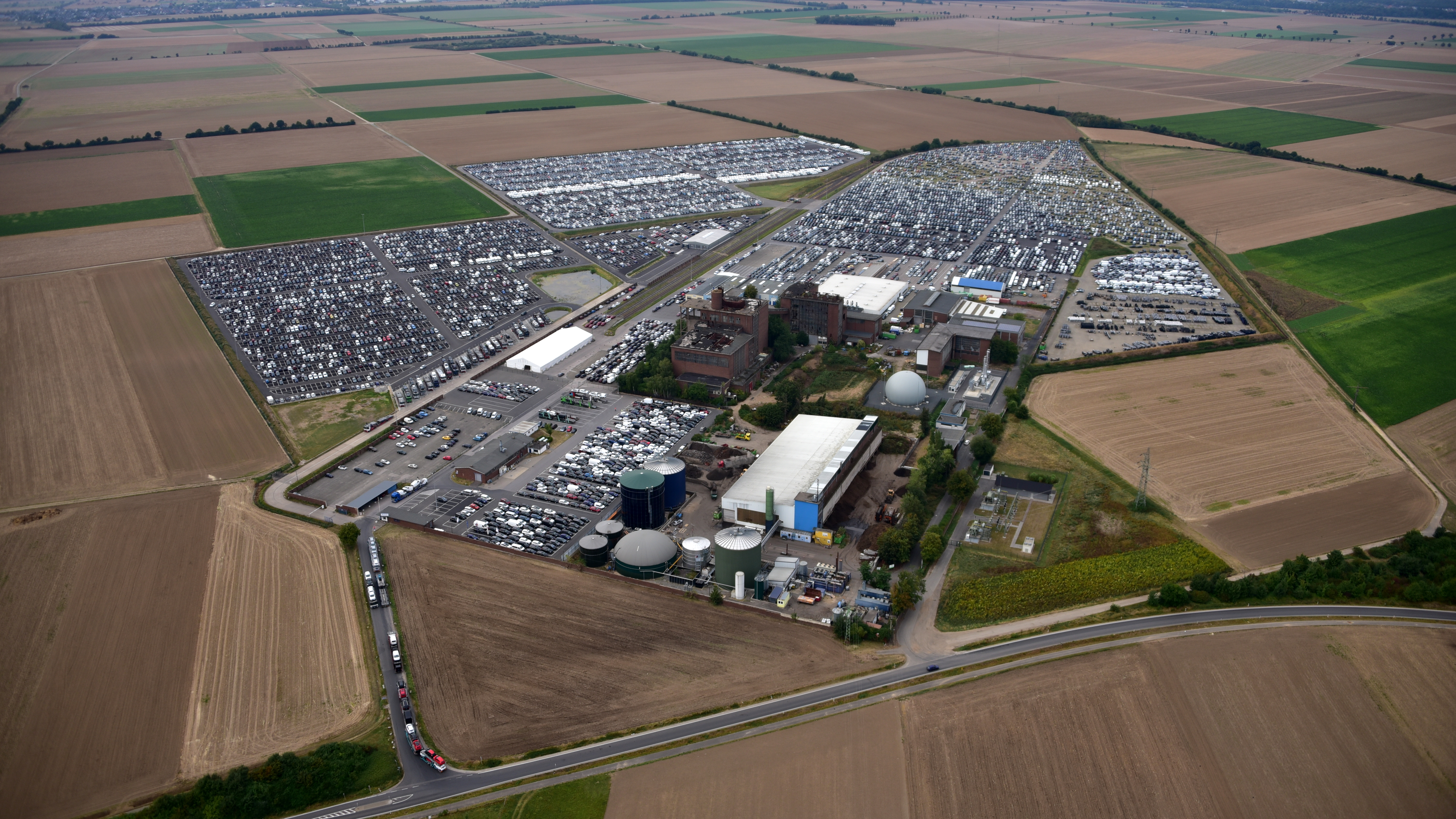
Das Betriebsgelände der Wallenius Wilhelmsen Logistics Germany GmbH auf dem ehemaligen Gelände der Brikettfabrik bei Geich nahe dem nord-westlichen Ortsausgang von Zülpich (Luftaufnahme mit Blick nach Norden aus dem Jahr 2016)

Die Gebäude und das Gelände der stillgelegten Brikettfabrik bei Geich wurden nach der Einstellung des Tagebaubetriebs vielfältig weitergenutzt, umgewandelt oder abgerissen. Aktuell ist auf dem Gelände neben kleineren Gewerbebetrieben ein regionaler Standort der europaweit tätigen und auf Autotransporte spezialisierte Wallenius Wilhelmsen Logistics ansässig. Auf dem ehemaligen Gelände der Brikettfabrik bei Geich unterhält das Unternehmen seit Jahren einen sehr großen Umschlagplatz für PKW des französischen Autoherstellers Renault zur Auslieferung von Neufahrzeugen in ganz Deutschland.

### Archäologische Bedeutung
Bei den Arbeiten in der Grube wurden nur einige Fundsachen wie z. B. Münzen aus konstantinischer Zeit öffentlich bekannt und auch nur relativ dürftig erfasst. In den meisten Fällen gingen die Funde in Privatbesitz über, sodass nur wenige Funde in ein Museum gebracht werden konnten oder heute sogar teilweise auf unerklärliche Art und Weise verschwunden sind.
Aufgrund der teilweise gänzlich fehlenden oder auch nur mangelhaften Aufzeichnungen ist daher auch die genaue Anzahl der Fundstellen bis heute völlig unklar. Die wenigen einigermaßen belegten und auch insbesondere bedeutenden archäologischen Funde sind der nachfolgenden beispielhaften Auflistung zu entnehmen.
Beispiele bedeutender Funde aus der Römerzeit:
- Fünf römische Siedlungsstellen
- Ein römisches Brandgrab (mit zwei Glasgefäßen und weiteren Utensilien)

Beispiele bedeutender Funde aus dem Mittelalter:
- Ein spätmittelalterlicher Hof
- Eine Kapelle (der Fund ist jedoch nicht ganz sicher)

Beispiele bedeutender Funde aus der Neuzeit:
- Durch den Braunkohletagebau zerstörte bzw. beseitigte Funde (am alten Verlauf des Neffelbachs ansässig und bereits auf der Tranchot-Karte von 1808 eingetragen):
  - Die Biessenmühle * Die "Öl-Mühle

- Bis heute als Baudenkmal erhaltene Funde (da der Standort der Funde an der sog. Abbaukante war)
  - Die Luisges-Mühle
- Der jüdische Friedhof (dieser befand sich seit dem 17. Jahrhundert etwa 250 Meter westlich des Weiertores; im Jahr 1958 wurden 225 Grabstätten auf den jüdischen Friedhof nach Köln-Ehrenfeld umgebettet)

## Technische Anlagen und Bauten
(Quelle:)

### Entwässerungsanlagen
Zum Zweck der Entwässerung der Grube wurden in einer Tiefe von ca. 40 Metern von Hand in unterirdischen Stollen komplizierte Entwässerungssysteme angelegt. Neben der allgemeinen Entwässerung der darüberliegenden Bodenschichten mittels eines Filterbrunnens wurde durch dieses unterirdische System auch das Wasser aus der Kohle herausgezogen. Hierbei gaben die damit verbundenen Brunnenanlagen allerdings, anders als dies sonst üblich ist, ausschließlich Wasser nach unten und nicht nach oben ab. Dadurch gelangte das Wasser zunächst stets zum sog. Pumpensumpf als dem tiefsten Punkt des Entwässerungssystems und wurde erst dann nach einer kurzen Reinigung mittels Kreiselpumpen wieder nach oben gepumpt.

### Eigene Bahnstrecke
Die Dürener Kreisbahn aus der mittelbar benachbarten Stadt Düren eröffnete bereits im Jahr 1911 anlässlich des ursprünglichen Tagebaus in Zülpich eine neue Bahnverbindung in den bei Zülpich gelegenen Ort Embken. Auf dem Weg dorthin lagen dann auch die Grube des Tagebaus bei Füssenich und eine erste Brikettfabrik bei Geich, wobei sowohl die Grube als auch die Fabrik über eigene Gleise direkt an die Strecke angeschlossen waren.
Da die tatsächliche Auslastung der Bahnstrecke mit Gütern jedoch erheblich unter der ursprünglichen Prognose lag, wurde die Strecke bereits Anfang 1957 im Rahmen der Erweiterung der Grube Victor wieder geschlossen. Weit vorher wurde bereits im Jahr 1920 der ursprüngliche Vorgänger-Tagebau eingestellt und auch eine ältere Vorgänger-Brikettfabrik bei Geich geschlossen.

### Förderbänder-Straßen
Nachdem die abgebaute Kohle zunächst über eine Abraumbahn transportiert worden war, wurde diese danach sehr schnell durch große Förderbänder aus Gummi ersetzt. Diese Förderbänder hatten insgesamt eine Länge von ca. 10 Kilometern und verliefen damals direkt in die Brikettfabrik oder zu den Abraumhalden. In der Brikettfabrik wurde die noch unbehandelte Kohle zunächst in einem Bunker mit einer Kapazität von ca. 4.500 Kubikmeter zwischengelagert. Ein so ständig vorrätiges Mindestmaß an Kohle sollte nicht nur als Lager, sondern auch als Sicherheitsreserve für eventuelle Ausfälle der Bandstraßen dienen.
Die Förderbandanlage wurde in jener Zeit als eine der modernsten Anlagen im Braunkohlenbergbau in Europa gesehen, und war daher gleichsam auch ein beliebtes Studienobjekt für zahlreiche – und sogar auch ausländische – Experten.

### Spezialbagger
Da die Braunkohle erst in einer Tiefe von ca. 60 Metern zu finden war, musste der Abbau in zwei Trassen mit einem 417 Tonnen schweren und einem kleineren  Schaufelradbagger sowie einem Eimerkettenbagger erfolgen, wobei der Abbau der Kohle dann im „Schwenkbetrieb“ um einen gedachten Drehpunkt herum fortgeführt wurde.

### Brikettfabrik
Für eine kurze Zeit wurde die abgebaute Braunkohle noch in die damals relativ weit entfernte firmeneigene Brikettfabrik in der Grube Fürstenberg bei Frechen transportiert. Am 12. Oktober 1955 wurde daher direkt an der Grube in Geich eine werkseigene Brikettfabrik neu eröffnet. Die Fabrik arbeitete im Dreischichtbetrieb und erstellte ca. 1.300 Tonnen Briketts pro Tag, die entweder per Güterzug für den Fernabsatz oder per LKW zum Verkauf auf dem regionalen Markt abtransportiert wurden.

### Kohlekraftwerk
Das räumlich direkt an die Brikettfabrik angeschlossene Kohlekraftwerk mit zwei verschieden großen Turbinen versorgte sowohl die Brikettfabrik und die nahegelegene Papierfabrik als auch das Stromnetz des damals regionalen Stromerzeugers RWE. Der Betrieb des Brikettwerks und des Kraftwerks brachte der Stadt Zülpich in Sachen Steueraufkommen einen der höchsten Ränge bei den steuerstarken Gemeinden im damaligen Kreis Düren ein.

### Abraumhalde
Westlich von Juntersdorf auf dem damaligen Vorgänger-Grubengelände der Grube Astraea wurde eine Hochkippe" zum Verstürzen des Abraums aus dem Tagebau Zülpich eingerichtet. Die Grube Astraea wurde durch die Außenkippe Juntersdorf vollständig überdeckt.

## Geologische und Geographische Aspekte

### Besonderheit der Kohlevorräte
Der Tieftagebau war einer der jüngsten, kleinsten und modernsten im Revier. Er wurde zu einer Zeit angelegt, als an anderer Stelle bereits das Zeitalter der Großtagebaue angebrochen war, wie dies beispielsweise der mittelbar benachbarte damalige Tagebau Frechen bereits verkörperte. So hatte die relativ kleine Grube bei Zülpich von Beginn an mit größeren Problemen zu kämpfen, da die Kohle hier mit 60 bis 70 Metern deutlich tiefer lag, und zudem auch noch die kohlereichen Schichten – das Flöz – mit nur ca. 8 Metern Stärke weniger dick als bei vielen anderen damaligen Tagebauen war. Hieraus ergab sich ein Verhältnis von Abraum zu Kohle, das im Vergleich zu anderen Gruben deutlich ungünstiger war und damit die potentielle Gefahr der Schließung der Grube aus wirtschaftlichen Gründen von Anfang an mit sich brachte.

### Lage der Abbaugebiete
Der Tagebau erstreckte sich über eine Gesamtfläche von ca. 170 Hektar. Einige Bereiche des Abbaufeldes Mitte endeten nur wenige Meter vom heutigen Park am Wallgraben bzw. der historischen Stadtmauer im Bereich des mittelalterlichen Weiertores von Zülpich entfernt.
Der Tagebau gliederte sich in die zwei getrennten Abbaufelder Mitte und Süd:
| Feld  | Lage zu Ortsteile (Koordinaten mit Himmelsrichtung)                          | Abbauzeit von | Abbauzeit bis | Rekultivierung                                                                     |
| ----- | ---------------------------------------------------------------------------- | ------------- | ------------- | ---------------------------------------------------------------------------------- |
| Mitte | zwischen Zülpich-Zentrum (SO), Geich (NO), Füssenich (N) und Juntersdorf (W) | 1952/53       | 1969          | geflutet mit Hilfe des Neffelbaches; heute Neffelsee bzw. Naturschutzsee Füssenich |
| Süd   | zwischen Zülpich-Zentrum (NW) und Lövenich (SO)                              | 1952/53       | 1969          | geflutet mit Hilfe des Vlattener Baches; heute Wassersportsee Zülpich              |